# Hongarije op het Eurovisiesongfestival 2015
Hongarije nam deel aan het Eurovisiesongfestival 2015 in Wenen, Oostenrijk. Het was de 13de deelname van het land op het Eurovisiesongfestival. MTV was verantwoordelijk voor de Hongaarse bijdrage voor de editie van 2015.

## Selectieprocedure
Op 1 oktober 2014 maakte de Hongaarse openbare omroep bekend te zullen deelnemen aan de volgende editie van het Eurovisiesongfestival. Er werd gekozen om hetzelfde format als de voorbije drie jaar te gebruiken. Geïnteresseerden kregen tot 15 november 2014 de tijd om nummers in te zenden. Deelnemers moesten ofwel over de Hongaarse nationaliteit beschikken, ofwel vloeiend Hongaars spreken. Net als vorig jaar mochten de nummers zowel in het Hongaars en het Engels, als ook in dertien Hongaarse minderheidstalen vertolkt worden, zijnde Armeens, Bulgaars, Duits, Grieks, Kroatisch, Pools, Roemeens, Romani, Russisch, Servisch, Sloveens, Slowaaks en Oekraïens. MTV ontving uiteindelijk 300 inzendingen, 135 minder dan een jaar eerder. Hieruit selecteerde een tienkoppige vakjury vervolgens de dertig acts die mochten deelnemen aan A Dal 2015.
Dertig artiesten traden aldus aan in een van de drie voorrondes. Uit elke voorronde gingen er zes door naar de volgende ronde. Elk jurylid gaf elke artiest een bepaalde score op een schaal van 1 (minste) tot 10 (meeste), vergelijkbaar met een schoolcijfer. Het publiek kon ook een score geven, middels een speciale mobiele applicatie. De scores van de juryleden en het publiek samen bepaalde de eindscore. De vijf artiesten met de hoogste scores plaatsten zich voor de halve finales. In het geval van een gelijke stand besliste de jury welke artiest(en) zich plaatste(n) voor de halve finales. Daarna werd het zesde ticket voor de halve finales bepaald door enkel het publiek
In de halve finales, waarin telkens negen artiesten aantraden, gingen telkens vier artiesten door (middels een vergelijkbaar systeem, alleen gingen nu enkel de drie artiesten met de hoogste score gegarandeerd door). In de finale koos de vakjury eerst vier superfinalisten. Daarna kreeg het publiek het laatste woord over wie Hongarije zou mogen vertegenwoordigen in Oostenrijk.
A Dal 2015 werd gepresenteerd door Csilla Tatár. De vakjury bestond uit Jenő Csiszár (presentator), Magdi Rúzsa (Hongaars vertegenwoordigster op het Eurovisiesongfestival 2007), Philip Rákay (directeur van MTV) en Tamás Marosi (zanger, gamedesigner en producer).

## A Dal 2015

### Voorrondes

#### Eerste voorronde
24 januari 2015
| Plaats | Artiest              | Lied                | Jury | Publiek | Totaal |
| ------ | -------------------- | ------------------- | ---- | ------- | ------ |
| 1      | Passed               | Mesmerize           | 37   | 6       | 43     |
| 2      | Vera Tóth            | Gyémánt             | 31   | 8       | 39     |
| 3      | Bogi Dallos          | World of violence   | 31   | 7       | 38     |
| 4      | Gabi Szűcs           | Úgysem felejtesz el | 32   | 5       | 37     |
| 4      | Karmapolis           | Time is now         | 31   | 6       | 37     |
| 4      | Balázs Farkas-Jenser | Liar                | 31   | 6       | 37     |
| 7      | Timi Antal           | Woke up this way    | 25   | 8       | 33     |
| 7      | Gergő Szakács        | Ősz utca            | 26   | 7       | 33     |
| 9      | MDC                  | Maniac              | 23   | 8       | 31     |
| 10     | Bori Magyar          | Lead me to heaven   | 24   | 5       | 29     |

Gedetailleerde puntentelling
| V. | Lied                | Marosi | Rúzsa | Csiszár | Rákay | Televote | Totaal | Gem. |
| -- | ------------------- | ------ | ----- | ------- | ----- | -------- | ------ | ---- |
| 1  | Lead me to heaven   | 6      | 5     | 7       | 6     | 5        | 29     | 5,8  |
| 2  | Liar                | 5      | 9     | 8       | 9     | 6        | 37     | 7,4  |
| 3  | Úgysem felejtesz el | 7      | 8     | 9       | 8     | 5        | 37     | 7,4  |
| 4  | Mesmerize           | 9      | 10    | 9       | 9     | 6        | 43     | 8,6  |
| 5  | World of violence   | 6      | 8     | 7       | 10    | 7        | 38     | 7,6  |
| 6  | Time is now         | 7      | 7     | 9       | 8     | 6        | 37     | 7,4  |
| 7  | Ősz utca            | 4      | 6     | 7       | 9     | 7        | 33     | 6,6  |
| 8  | Woke up this way    | 6      | 6     | 6       | 7     | 8        | 33     | 6,6  |
| 9  | Gyémánt             | 5      | 10    | 7       | 9     | 8        | 39     | 7,8  |
| 10 | Maniac              | 5      | 5     | 6       | 7     | 8        | 31     | 6,2  |

#### Tweede voorronde
31 januari 2015
| Plaats | Artiest                           | Lied                         | Jury | Publiek | Totaal |
| ------ | --------------------------------- | ---------------------------- | ---- | ------- | ------ |
| 1      | Ádám Szabó                        | Give me your love            | 38   | 8       | 46     |
| 2      | Gergő Oláh                        | A tükör előtt                | 34   | 7       | 41     |
| 3      | Pankastic!                        | Kicsi a világ, de nagy világ | 32   | 6       | 38     |
| 3      | Ív                                | Fire                         | 32   | 6       | 38     |
| 5      | Gyula Éliás Jr. feat. Fourtissimo | Run to you                   | 28   | 8       | 36     |
| 5      | Leander Rising                    | Lőjetek fel                  | 29   | 7       | 36     |
| 7      | New Level Empire                  | Homelights                   | 26   | 8       | 34     |
| 7      | Heni Dér                          | Ébresztő                     | 27   | 7       | 34     |
| 7      | Saci & Böbe Szécsi                | Our time                     | 27   | 7       | 34     |
| 10     | Chances                           | The night                    | 26   | 5       | 31     |

Gedetailleerde puntentelling
| V. | Lied                         | Marosi | Rúzsa | Csiszár | Rákay | Televote | Totaal | Gem. |
| -- | ---------------------------- | ------ | ----- | ------- | ----- | -------- | ------ | ---- |
| 1  | The night                    | 8      | 5     | 7       | 6     | 5        | 31     | 6,2  |
| 2  | Give me your love            | 9      | 10    | 9       | 10    | 8        | 46     | 9,2  |
| 3  | Lőjetek fel                  | 5      | 9     | 7       | 8     | 7        | 36     | 7,2  |
| 4  | Fire                         | 8      | 8     | 9       | 7     | 6        | 38     | 7,6  |
| 5  | Run to you                   | 6      | 8     | 8       | 6     | 8        | 36     | 7,2  |
| 6  | Kicsi a világ, de nagy világ | 6      | 10    | 7       | 9     | 6        | 38     | 7,6  |
| 7  | Ébresztő                     | 4      | 9     | 7       | 7     | 7        | 34     | 6,8  |
| 8  | Homelights                   | 4      | 7     | 7       | 8     | 8        | 34     | 6,8  |
| 9  | A tükör előtt                | 7      | 10    | 8       | 9     | 7        | 41     | 8,2  |
| 10 | Our time                     | 5      | 6     | 7       | 9     | 7        | 34     | 6,8  |

#### Derde voorronde
7 februari 2015
| Plaats | Artiest                  | Lied                   | Jury | Publiek | Totaal |
| ------ | ------------------------ | ---------------------- | ---- | ------- | ------ |
| 1      | Boglárka Csemer "Boggie" | Wars for nothing       | 38   | 8       | 46     |
| 2      | Kati Wolf                | Ne engedj el           | 37   | 8       | 45     |
| 3      | Other Planet             | Untold story           | 35   | 7       | 42     |
| 4      | Bálint Gájer             | That's how it goes     | 32   | 8       | 40     |
| 5      | Zoltán Mujahid           | Beside you             | 32   | 7       | 39     |
| 6      | Spoon                    | Keep marching on       | 30   | 8       | 38     |
| 7      | Proof of Life            | Hol a határ            | 30   | 7       | 37     |
| 7      | Ildikó Keresztes         | Hazám hazád            | 29   | 8       | 37     |
| 9      | Fool Moon                | Back to right          | 25   | 7       | 32     |
| 10     | Barbara Péter            | Listen to the universe | 24   | 6       | 30     |

Gedetailleerde puntentelling
| V. | Lied                   | Marosi | Rúzsa | Csiszár | Rákay | Televote | Totaal | Gem. |
| -- | ---------------------- | ------ | ----- | ------- | ----- | -------- | ------ | ---- |
| 1  | Listen to the universe | 5      | 6     | 6       | 7     | 6        | 30     | 6,0  |
| 2  | Beside you             | 9      | 9     | 6       | 8     | 7        | 39     | 7,8  |
| 3  | Hol a határ            | 6      | 9     | 9       | 6     | 7        | 37     | 7,4  |
| 4  | Wars for nothing       | 9      | 10    | 9       | 10    | 8        | 46     | 9,2  |
| 5  | Back to right          | 6      | 6     | 6       | 7     | 7        | 32     | 6,4  |
| 6  | Hazám hazád            | 6      | 9     | 7       | 7     | 8        | 37     | 7,4  |
| 7  | That's how it goes     | 8      | 8     | 7       | 9     | 8        | 40     | 8,0  |
| 8  | Untold story           | 5      | 10    | 10      | 10    | 7        | 42     | 8,2  |
| 9  | Ne engedj el           | 8      | 10    | 9       | 10    | 8        | 45     | 9,0  |
| 10 | Keep marching on       | 6      | 8     | 8       | 8     | 8        | 38     | 7,6  |

### Halve finales

#### Eerste halve finale
14 februari 2015
| Plaats | Artiest                  | Lied                         | Jury | Publiek | Totaal |
| ------ | ------------------------ | ---------------------------- | ---- | ------- | ------ |
| 1      | Ádám Szabó               | Give me your love            | 38   | 9       | 47     |
| 1      | Boglárka Csemer "Boggie" | Wars for nothing             | 38   | 9       | 47     |
| 3      | Zoltán Mujahid           | Beside you                   | 36   | 7       | 43     |
| 4      | Spoon                    | Keep marching on             | 33   | 8       | 41     |
| 5      | Timi Antal               | Woke up this way             | 31   | 8       | 41     |
| 6      | Karmapolis               | Time is now                  | 30   | 6       | 36     |
| 7      | Pankastic!               | Kicsi a világ, de nagy világ | 27   | 7       | 34     |
| 8      | New Level Empire         | Homelights                   | 25   | 8       | 33     |
| 9      | Vera Tóth                | Gyémánt                      | 25   | 7       | 32     |

Gedetailleerde puntentelling
| V. | Lied                         | Marosi | Rúzsa | Csiszár | Rákay | Televote | Totaal | Gem. |
| -- | ---------------------------- | ------ | ----- | ------- | ----- | -------- | ------ | ---- |
| 1  | Woke up this way             | 8      | 8     | 8       | 7     | 8        | 39     | 7,8  |
| 2  | Time is now                  | 7      | 7     | 8       | 8     | 6        | 36     | 7,2  |
| 3  | Gyémánt                      | 5      | 7     | 7       | 6     | 7        | 32     | 6,2  |
| 4  | Beside you                   | 10     | 9     | 8       | 9     | 7        | 43     | 8,6  |
| 5  | Keep marching on             | 8      | 8     | 8       | 9     | 8        | 41     | 8,2  |
| 6  | Give me your love            | 10     | 9     | 9       | 10    | 9        | 47     | 9,4  |
| 7  | Kicsi a világ, de nagy világ | 6      | 7     | 7       | 7     | 7        | 34     | 6,8  |
| 8  | Wars for nothing             | 10     | 10    | 8       | 10    | 9        | 47     | 9,4  |
| 9  | Homelights                   | 4      | 6     | 7       | 8     | 8        | 33     | 6,6  |

#### Tweede halve finale
21 februari 2015
| Plaats | Artiest                           | Lied                | Jury | Publiek | Totaal |
| ------ | --------------------------------- | ------------------- | ---- | ------- | ------ |
| 1      | Kati Wolf                         | Ne engedj el        | 36   | 8       | 44     |
| 2      | Passed                            | Mesmerize           | 36   | 7       | 43     |
| 3      | Ív                                | Fire                | 34   | 7       | 41     |
| 4      | Other Planet                      | Untold story        | 33   | 7       | 40     |
| 5      | Gergő Oláh                        | A tükör előtt       | 32   | 7       | 39     |
| 6      | Bálint Gájer                      | That's how it goes  | 30   | 8       | 38     |
| 6      | Bogi Dallos                       | World of violence   | 30   | 8       | 38     |
| 8      | Gyula Éliás Jr. feat. Fourtissimo | Run to you          | 30   | 7       | 37     |
| 9      | Gabi Szúcs                        | Úgysem felejtesz el | 27   | 6       | 33     |

Gedetailleerde puntentelling
| V. | Lied                | Marosi | Rúzsa | Csiszár | Rákay | Televote | Totaal | Gem. |
| -- | ------------------- | ------ | ----- | ------- | ----- | -------- | ------ | ---- |
| 1  | Úgysem felejtesz el | 8      | 6     | 6       | 7     | 6        | 33     | 6,6  |
| 2  | Untold story        | 5      | 9     | 9       | 10    | 7        | 40     | 8,0  |
| 3  | World of violence   | 6      | 8     | 7       | 9     | 8        | 38     | 7,6  |
| 4  | A tükör előtt       | 8      | 9     | 7       | 8     | 7        | 39     | 7,8  |
| 5  | Fire                | 8      | 10    | 9       | 7     | 7        | 41     | 8,2  |
| 6  | Run to you          | 7      | 8     | 8       | 7     | 7        | 37     | 7,4  |
| 7  | Ne engedj el        | 8      | 10    | 8       | 10    | 8        | 44     | 8,8  |
| 8  | Mesmerize           | 9      | 9     | 9       | 9     | 7        | 43     | 8,6  |
| 9  | That's how it goes  | 7      | 8     | 7       | 8     | 8        | 38     | 7,6  |

### Finale
28 februari 2015
| Plaats | Artiest                  | Lied               | Totaal |
| ------ | ------------------------ | ------------------ | ------ |
| 1      | Ádám Szabó               | Give me your love  | 28     |
| 2      | Boglárka Csemer "Boggie" | Wars for nothing   | 24     |
| 3      | Spoon                    | Keep marching on   | 20     |
| 3      | Zoltán Mujahid           | Beside you         | 20     |
| 5      | Kati Wolf                | Ne engedj el       | 16     |
| 6      | Ív                       | Fire               | 4      |
| 7      | Bálint Gájer             | That's how it goes | 0      |
| 7      | Passed                   | Mesmerize          | 0      |

Gedetailleerde puntentelling
In de finale gaven de juryleden, in tegenstelling tot in de voorrondes en de halve finales, niet direct na het optreden een cijfer aan de artiesten. Nu gaven ze na afloop van alle optredens 10, 8, 6 en 4 punten aan hun vier favoriete artiesten. De vier artiesten met de meeste punten (het publiek had geen inspraak in deze fase) gingen door naar de superfinale.
| V. | Lied               | Marosi | Rúzsa | Csiszár | Rákay | Totaal |
| -- | ------------------ | ------ | ----- | ------- | ----- | ------ |
| 1  | That's how it goes |        |       |         |       | 0      |
| 2  | Wars for nothing   | 8      | 10    |         | 6     | 24     |
| 3  | Keep marching on   |        |       | 10      | 10    | 20     |
| 4  | Ne engedj el       |        | 8     | 4       | 4     | 16     |
| 5  | Give me your love  | 6      | 6     | 8       | 8     | 28     |
| 6  | Mesmerize          |        |       |         |       | 0      |
| 7  | Fire               | 4      |       |         |       | 4      |
| 8  | Beside you         | 10     | 4     | 6       |       | 20     |

#### Superfinale
In de superfinale mocht het publiek stemmen op die vier overgebleven artiesten. De artiest met de meeste stemmen (de jury had geen inspraak meer) werd de winnaar van A Dal. Er werden ongeveer 145.000 stemmen uitgebracht.
| Volgorde | Artiest                  | Lied              |
| -------- | ------------------------ | ----------------- |
| 1        | Boglárka Csemer "Boggie" | Wars for nothing  |
| 2        | Spoon                    | Keep marching on  |
| 3        | Ádám Szabó               | Give me your love |
| 4        | Zoltán Mujahid           | Beside you        |

## In Wenen

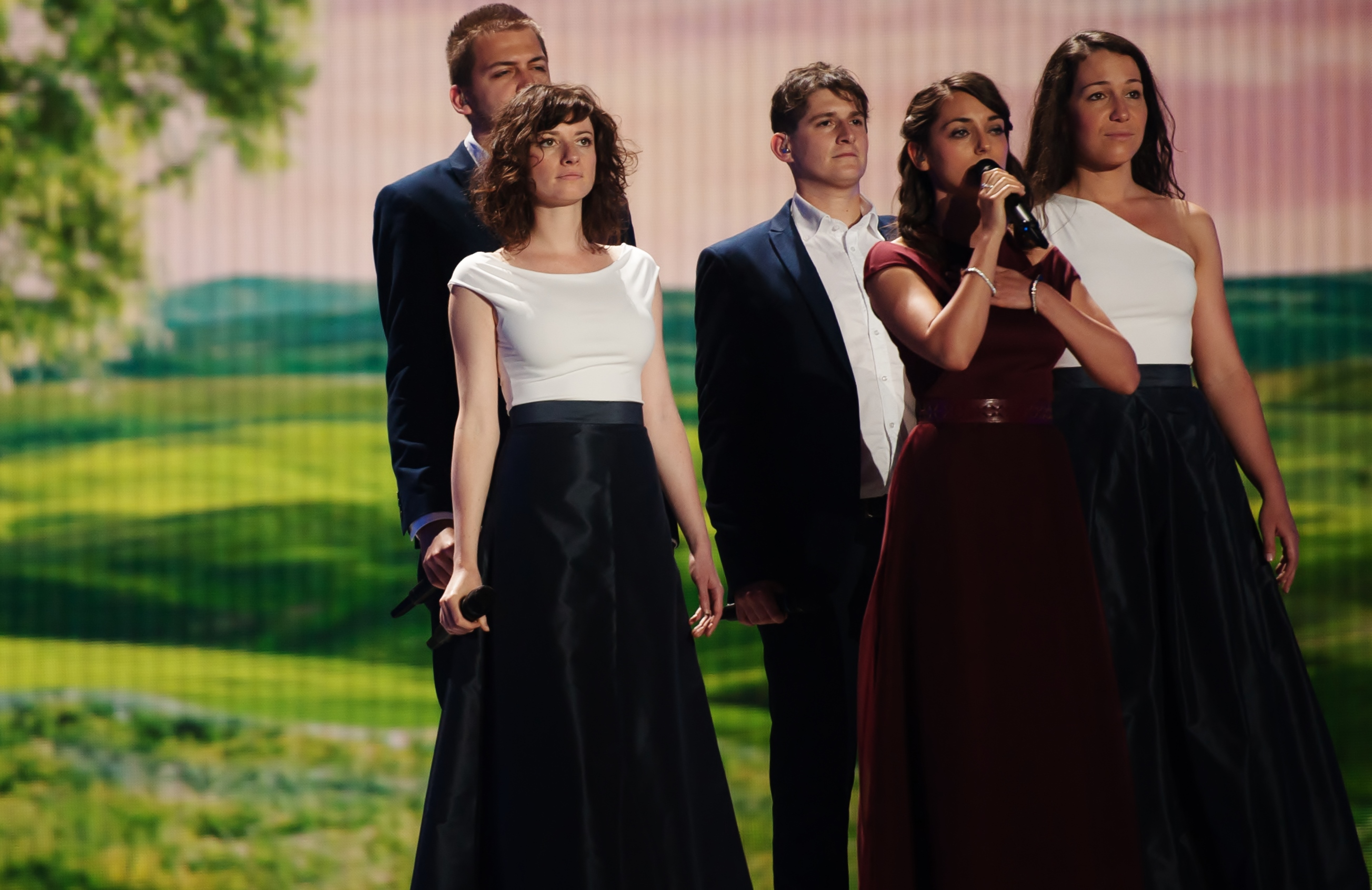
Boggie in Wenen

Hongarije trad in Wenen in de eerste halve finale op dinsdag 19 mei aan. Boggie trad als tiende van de zestien landen aan, na Bojana Stamenov uit Servië en voor Uzari & Maimuna uit Wit-Rusland. Hongarije werd achtste met 67 punten waarmee het doorging naar de finale op 23 mei.
In de finale trad Hongarije als tweeëntwintigste van de 27 acts aan, na Edurne uit Spanje en voor Nina Sublatti uit Georgië. Hongarije eindigde als twintigste met 19 punten.

## Trivia
- Twee deelnemers hadden Hongarije al eerder vertegenwoordigd op het Eurovisiesongfestival: Kati Wolf vertegenwoordigde haar land in 2011 en eindigde toen als 22e. Gergő Rácz (lid van Fool Moon) was lid van de band VIP die in 1997 Hongarije vertegenwoordigde.
- Meerdere artiesten namen in 2014 ook deel aan A Dal: Bogi Dallos en Fool Moon schopten het toen tot de superfinale, New Level Empire haalde de finale en Heni Dér haalde de halve finales. Gájer Bálint en Saci & Böbe Szécsi werden vorig jaar in de voorrondes uitgeschakeld.
- Philip Rákay gaf de hoogste scores in de voorrondes en de halve finales (gemiddeld 8,2 punten), gevolgd door Magdi Rúzsa (8,1), Jenő Csiszár (7,7) en het publiek (7,1). Tamás Marosi was het strengst (gemiddeld 6,7).